# Impuestos sobre consumos específicos
Los impuestos sobre consumos específicos, también denominados impuestos especiales, impuestos selectivos al consumo o accisas en la denominación de la Unión Europea, son un conjunto de impuestos indirectos, que gravan de forma selectiva el consumo de determinados bienes.

## Historia y naturaleza
El acto de adquirir bienes o servicios pone de manifiesta la capacidad económica del sujeto que realiza esta acción, es por ello, que ha sido históricamente sometido a imposición por los Estados. El consumo puede ser objeto de dos tipos de gravámenes, uno de carácter genérico sobre todas las ventas independiente del producto de que se trate, que sería el caso del impuesto sobre el valor añadido y otro forma particularizada que escoge determinados bienes para el gravamen, que constituyen los impuestos sobre consumos específicos. 
Estos impuestos específicos integran una de las figuras más antiguas en la historia de la tributación, establecida ya en los sistemas fiscales anteriores al Imperio Romano, que gravaban el comercio de productos como la sal, las especias, los tintes o los colorantes.

## Clases
Entre los impuestos que gravan de forma selectiva el consumo, se distinguen una serie de impuestos específicos tradicionales que se establecen sobre el tabaco, las bebidas alcohólicas y sobre los hidrocarburos, que son comunes en muchos países del mundo, que presentan características comunes y una lógica económica similar y por otro lado una serie de gravámenes sobre productos y servicios más diversos y cambiantes entre los que se pueden encontrar los bienes de lujo, el juego, algunos servicios bancarios, transportes y otros.

## Fundamento
El fundamento de estos impuestos es que el gravamen sobre el consumo no puede quedar confiado de manera exclusiva a un impuesto de carácter general como el IVA (impuesto sobre el valor añadido o agregado) que grava de manera indiscriminada el consumo de todos los bienes y servicios, independiente del tipo de bienes que se traten, sino que es necesaria la existencia de otros impuestos que graven de manera selectiva el consumo de bienes específicos. Los impuestos especiales cumplen así una doble función de recaudación de fondos para el Tesoro Público y a la vez sirven como instrumento a unas determinadas políticas, formando parte de la política sanitaria, energética, etc de un país.
Estos impuestos pueden tener carácter redistributivo en algunos casos, cuando los productos gravados tienen carácter suntuario y en otros caso pueden ser regresivos, en tanto que los bienes objeto del impuesto son más consumidos por los ciudadanos de menos renta.  Suponen una discriminación respecto de determinados consumos que pueden tener su fundamento en alguno de los siguientes aspectos:
- Controlar el consumo de bienes considerados contrarios a la salud. Sería el caso de la imposición sobre el alcohol y el tabaco. Algunos autores ponen en duda esta correlación por cuanto la demanda de estos productos tiende a ser inelástica.
- Mejorar la eficiencia en el uso de los recursos disponibles. Este impuesto trataría de compensar las externalidades negativas producidas por los bienes gravados.
- Este gravamen puede sustituir las tasas por servicios prestados por el Estado.
- El gravamen sobre bienes de carácter suntuario que ponen de manifiesto la capacidad de pago de los sujetos.
- La capacidad recaudatoria de estos impuestos ha tenido un papel fundamental para su implantación,[5] a lo que ha contribuido:
  - La ausencia de productos sustitutivos cercanos.
  - Un gestión tributaria fácil basada en la identificación clara de los productos.
  - Una demanda inelástica que tolera la elevación de los precios.
  - Un reducido número de productores que facilita la administración de los impuestos.

## Gravamen
El gravamen puede ser establecido de tres formas diferentes:
- Gravamen específico: en función de alguna unidad física de medida, peso o volumen.
- Gravamen advalorem: en función del valor económico de los bienes fabricados o vendidos.
- Gravamen mixto: que utiliza ambos criterios al mismo tiempo.

## Unión Europea
La configuración de la Unión Europea como un espacio sin fronteras lleva a que los impuestos especiales, sean impuestos armonizados a nivel comunitario, regulados por distintas Directivas comunitarias que constituyen el marco definitivo de la imposición por impuestos especiales en este ámbito.